# Christian Eninam Trimua
 (mars 2022).
Christian Eninam Trimua, plusieurs fois ministre dans le gouvernement du president Faure Gnassingbé, est un universitaire, un avocat et homme politique togolais.

## Biographie

### Parcours académique et universitaire
Titulaire d'un doctorat en droit public de l'Université de Poitiers et d'un certificat d'aptitude à la profession d'avocat (CAPA) de l'École du centre ouest des avocats de Poitiers, Christian Trimua entame une carrière d'enseignant-chercheur en France puis au Togo, notamment à l'Université de Lomé et à l'Université de Kara.

### Parcours politique
D’abord ministre-conseiller du président de la République, puis secrétaire d'État auprès du ministre de la justice chargé des relations avec les institutions de la République et d’autres fonctions sur le plan national et international, il est nommé Ministre des Droits de l’Homme et des Relations avec les Institutions de la République le 24 janvier 2019,. En octobre 2020, il est reconduit dans ses fonctions de ministre avec un portefeuille élargi aux nouvelles attributions dont le Porte-parole du gouvernement togolais. Il est adjugé, le 8 septembre 2023, le portefeuille stratégique du Secrétariat général du Gouvernement.
Il devient Secrétaire d’État auprès du ministre de la justice chargé des relations avec les institutions de la République d’octobre 2013 à juin 2015 au sein du gouvernement haoomey-zunu, puis l'un de ses ministre conseillers à partir de 2015. Il fut le premier inspecteur général des services de sécurité du Togo, puis conseiller juridique et technique principal de plusieurs ministres togolais.
Il assure de hautes fonctions politiques dans de nombreux États de l’Afrique de l’ouest et de l’Afrique centrale, notamment en République centrafricaine et au Tchad et mene plusieurs projets en faveur de la promotion des droits de l'homme et contre le terrorisme. Avant sa nomination comme porte-parole du gouvernement togolais, il occupe le poste de Directeur exécutif du Centre interrégional de coordination (CIC) pour la mise en œuvre d'une stratégie régionale pour la sécurité et la sûreté maritime en Afrique Centrale et en Afrique de l'Ouest.